# رخساره قائم مقامی
رخساره قائم مقامی مستندساز ایرانی برنده جایزه ساندنس و متولد تهران است. او یک مستند کامل، چهار مستند کوتاه و یک مستند انیمیشنی را کارگردانی کرده‌است.
جدیدترین فیلم قائم مقامی، سونیتا (۲۰۱۵)، داستان سونیتا علیزاده، یک نوجوان پناهنده افغان در ایران را روایت می‌کند که پس از اینکه خانواده اش سعی می‌کنند او را برای ازدواج بفروشند از موسیقی رپ به عنوان راهی برای فرار از نقش‌های محدود کننده سنتی زنان در افغانستان استفاده می‌کند. هنگامی که مادر سونیتا تصمیم می‌گیرد سونیتا را به ازدواج بفروشد، رخساره نمی‌تواند نقش عینی خود را به عنوان یک مستندساز حفظ کند و ۲۰۰۰ دلار به مادر سونیتا می‌پردازد و به سونیتا کمک می‌کند تا یک موزیک‌ویدیو ضبط و از موقعیت خود فرار کند. دخالت فیلمساز در شرایط قهرمان داستان این مستند را جنجالی کرد.
این فیلم برنده جایزه جهانی فیلم مستند و جایزه بزرگ هیئت داوران در جشنواره فیلم ساندنس در ژانویه 2016 و همچنین برنده جایزه تماشاگران برای بهترین فیلم مستند در جشنواره بین‌المللی فیلم مستند آمستردام شد. همچنین توانست جایزه صندوق زندگی واقعی را در جشنواره فیلم درست/کاذب ۲۰۱۶ در کلمبیا کسب کند. این صندوق هر سال از موضوع یک فیلم حمایت مالی می‌کند و به بینندگان فرصتی برای کمک مالی به موضوع فیلم ارائه می‌دهد و توانست ۴۲۵۰۰ دلار برای سونیتا جمع‌آوری کند که این مقدار، بیشترین مبلغی است که صندوق زندگی واقعی تا به حال جمع‌آوری کرده‌است.
قائم مقامی در حال حاضر در ایالات متحده زندگی می‌کند.

## زندگی و حرفه
قائم مقامی متولد تهران بوده و لیسانس فیلمسازی و فوق لیسانس انیمیشن را از دانشگاه هنر تهران گرفته‌است. او در زمینه انیمیشن مستند تحقیق کرد و «مستند متحرک، راهی جدید برای بیان» را به عنوان پژوهش کارشناسی ارشد خود منتشر کرد.
او در سال ۲۰۰۷ طی تحقیقات خود یک مستند کوتاه و انیمیشن به نام سیانوز را کارگردانی نمود که آثار یک هنرمند خیابانی تهرانی را به نمایش درآورد.
مستند قائم مقامی با عنوان از پله‌ها بالا می‌رود، داستان یک زن بی‌سواد ایرانی را روایت می‌کند که در اواخر عمر به استعداد نقاشی خود پی می‌برد. اس. اکرم در سن ۹ سالگی ازدواج کرد و بعدها به واسطه نقاشی راهش را در زندگی پیدا می‌کند. آثار او کشف می‌شود و قرار است نمایشگاهی از هنر او در پاریس به نمایش گذاشته شود. با این حال، او برای رفتن به نمایش نیاز به اجازه شوهرش دارد. قائم مقامی از این مستند برای نشان دادن ازدواج‌های سنتی ایرانی و مبارزه زنان در این ازدواج‌ها استفاده می‌کند.
بسیاری از فیلم‌های قائم مقامی، داستان هنرمندانی را روایت می‌کنند که بر موانع موفقیت خود غلبه کرده‌اند.

## سونیتا
اولین مستند بلند قائم مقامی، سونیتا، نشان می‌دهد که چگونه وی، هم به عنوان کارگردان و هم به عنوان یک از شخصیت‌های فیلم، بین تمایل به کمک به سونیتا یا ادامه فیلمبرداری در حین باز شدن داستان دست و پنجه نرم می‌کند.
قائم مقامی در مصاحبه‌ای به نشریه نشنال گفت: «می‌خواستم اجازه بدهم داستان اتفاق بیفتد، اما در مقطعی شرایط به گونه‌ای بود که مجبور به کمک شدم.»
گاردین در رابطه با نقش قائم مقامی در این فیلم می‌گوید: «رویکرد کار می‌کند: دیدن ظهور سونیتا از یک خواننده ترسوی رپ به یک فعال قدرتمند در یک بازه زمانی سه ساله، هیجان‌انگیز است.»
یکی از موضوعات مورد بحث این مستند و چیزی که خود قائم مقامی آن را بزرگ‌ترین چالش ساخت مستند می‌نامد، زمانی است که خودش را وارد مستند می‌کند و به خانواده سونیتا ۲۰۰۰ دلار می‌دهد. مبلغی که به او کمک می‌کند قبل از فروشش برای ازدواج، زمان بخرد.
قائم مقامی در مصاحبه با زنان و هالیوود گفت: «ساخت «سونیتا» سفری به اعماق جامعه برای درک فقر، مهاجرت، جنگ، هویت، جنسیت، سنت و ارزش‌های انسانی در مقابل قراردادهای فیلمسازی بود.
حضور قائم مقامی در این فیلم نیز به رشد سونیتا به عنوان یک زن نسبت داده شده‌است. هالیوود ریپورتر می‌گوید: «دوربین قائم مقامی به هیچ وجه مگسی روی دیوار نیست و رابطه غیررسمی سونیتای پرحرف با کارگردان مسن‌تر… به وضوح به عنصری حیاتی در رشد شخصی او به عنوان یک زن جوان فوق‌العاده با اعتماد به نفس و سرکوب‌ناپذیر تبدیل می‌شود."

## سبک
قائم مقامی موضوع اصلی مستندهای خود را هنر بیرونی توصیف می‌کند. و در این باره به زنان و هالیوود گفت: وقتی تماشاگران سالن را ترک می‌کنند، می‌خواهم به تغییرات کوچکی که می‌توانند ایجاد کنند فکر کنند.

## فیلم‌شناسی
- سونیتا (۲۰۱۵)
- بالا رفتن از پله‌ها (۲۰۱۱)
- تنهایی با صدای بلند (۲۰۱۰)
- متولد ۲۰ دقیقه دیر (۲۰۱۰)
- سیانوز (۲۰۰۷)
- کبوتربازان (۲۰۰۰)

## جوایز و نامزدها

### سونیتا
- برنده، جایزه تماشاگران (جشنواره بین‌المللی فیلم مستند آمستردام)[۱]
- برنده، DOC U! جایزه (جشنواره بین‌المللی فیلم مستند آمستردام)[۱]
- برنده جایزه بزرگ هیئت داوران (جشنواره فیلم ساندنس)[۱]
- برنده، جایزه تماشاگران (جشنواره فیلم ساندنس)[۱]
- نامزدی، جایزه روح مستقل[۱]
- برنده جایزه فیلمساز مرکز مطالعات مستند (جشنواره فیلم مستند فول فریم)[۱۹]
- برنده، جایزه تماشاگران (جشنواره بین‌المللی فیلم پورتلند)[۱۹]
- برنده، جایزه تماشاگران (جشنواره فیلم ساراسوتا)[۱۹]

### بالا رفتن از پله‌ها
- برنده بهترین فیلم کارگردانی زن (جشنواره بین‌المللی مستند شفیلد)[۲۰]
- نامزدی، جایزه ویژه هیئت داوران (جشنواره بین‌المللی مستند شفیلد)[۲۰]
- نامزدی، گرگ نقره ای (جشنواره بین‌المللی فیلم مستند آمستردام)[۲۰]

### سیانوز
سیانوز، مستند با انیمیشن، ۳۲ دقیقه، ایران، ۱۳۸۶
- بهترین مستند دانشجویی در جشنواره شفیلد، انگلستان، ۲۰۰۸[۲۰]
- نانوک نقره ای بهترین مستند کوتاه، جشنواره مستند فلاهرتیانا - ۲۰۰۸[۲۰]
- جایزه بهترین مستند از دوازدهمین جشنواره بین‌المللی و بیست و چهارمین جشنواره ملی فیلم کوتاه تهران، ۱۳۸۶[۲۰]
- بهترین مستند کوتاه، پلی‌داک، اسپانیا، ۲۰۰۹[۲۰]
- پاندا طلایی برای خلاقانه‌ترین مستند دانشجویی، چین، ۲۰۱۰[۲۰]
- دیپلم افتخار در نسل جدید، جشنواره داک لایپزیگ، آلمان، ۲۰۰۸[۲۰]
- دیپلم افتخار بیست و ششمین جشنواره بین‌المللی فیلم فجر ۱۳۸۷[۲۰]
- دیپلم شایستگی هیئت داوران و جایزه تماشاگران در مسابقه لب‌تِن در سی و هشتمین دوره جشنواره بین‌المللی فیلم کوتاه تامپره، فنلاند، ۲۰۰۸[۲۰]
- برنده دیپلم شایستگی در چهل و هشتمین جشنواره فیلم کوتاه کراکوف، ۲۰۰۸[۲۰]
- دیپلم افتخار مسابقه مستند، جشنواره فیلم فیکه، پرتغال، ۲۰۰۸[۲۰]